# Dymasius gilvago
Dymasius gilvago es una especie de escarabajo del género Dymasius, familia Cerambycidae. Fue descrita científicamente por Holzschuh en 1999.
Habita en India. Los machos y las hembras miden aproximadamente 15,1 mm. El período de vuelo de esta especie ocurre en el mes de mayo.